# 시포

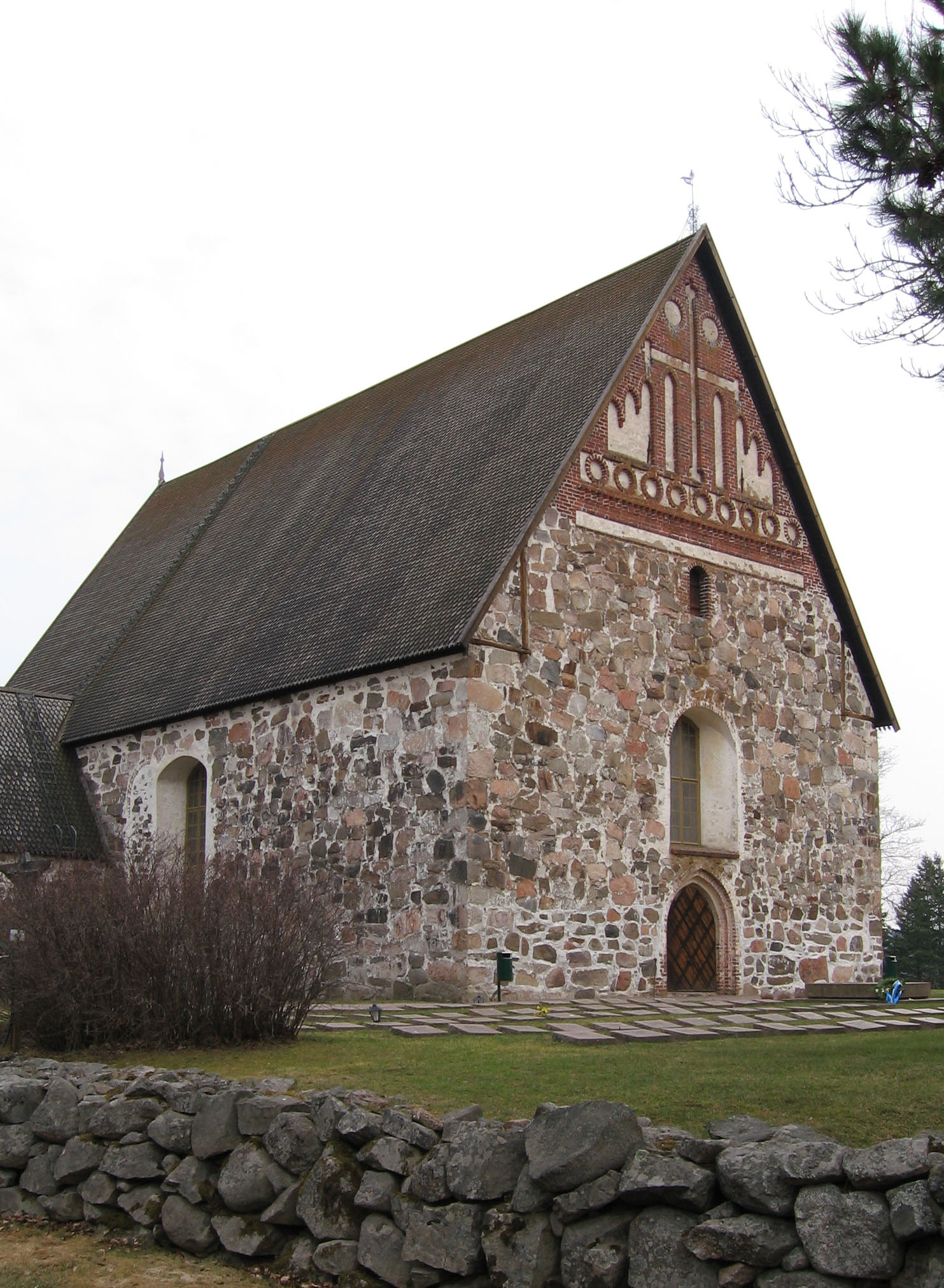
시포 구 교회

시포의 위치

시포(핀란드어: Sipoo, 스웨덴어: Sibbo 시보[*])는 핀란드 우시마 지역에 위치한 도시로 면적은 339.63km2, 인구는 19,528명(2016년 3월 31일 기준), 인구 밀도는 57.5명/km2이다.

시 문장

## 저명한 출신
- 엘리나 살로: 배우
- 요나 토이비오: 프로 축구 선수
- 사크리스 토펠리우스: 저자, 시인
- 아르투리 일마리 비르타넨: 노벨상 수상자

## 같이 보기
- 포르나이넨
- 포르보